# 蒸気機関車時代
蒸気機関車時代（じょうききかんしゃじだい）とは、黒岩保美撮影の8mmフィルムによる蒸気機関車の記録映画である。1999年、日本映画新社作成。

## 主な内容
黒岩保美が全国をまわり撮影した8mmフィルムによる記録映画。

## 【第一巻】北海道篇（上）
- 「北海道の古典機」（1963年5月撮影）
  - D50形、9600形、4110形、9040形、9200形、2700形、8100形
  - 三菱鉱業美唄鉄道（1972年廃止）、雄別炭礦鉄道（1970年廃止）、三菱上芦別専用鉄道（キャプションの誤りで実際の映像は三菱鉱業大夕張鉄道の大夕張炭山駅・明石町駅で撮影。撮影は1958年）、 北炭美留渡専用鉄道、北炭真谷地専用鉄道
- 「狩勝越」（1964年5月撮影）
  - D51形 根室本線旧線（1966年新線に切り替え）、新得機関区
- 「62重連・急行まりも」（1965年5月撮影）
  - C62形 函館本線、小樽築港機関区
- 「常紋」（1971年1月、2月撮影）
  - C62形、9600形、D51形 石北本線